# مونتاكوتو
مونتاكوتو (بالإيطالية: Montacuto)‏ هي بلدية في مقاطعة ألساندريا في إقليم بييمونتي في إيطاليا.

## السكان
في سنة 1861 بلغ عدد السكان 751 نسمة، وتطور العدد ليصل في سنة 2011 لـ 306 نسمة.
يظهر هذا المخطط البياني تطور النمو السكاني لـ مونتاكوتو